# Сокорро (остров)
Сокорро (исп. Isla Socorro) — вулканический остров в восточной части Тихого океана, расположенный примерно в 440 км к югу от южной оконечности Нижней Калифорнии. Политически остров принадлежит мексиканскому штату Колима, от побережья которого он находится на расстоянии 700 км.

## География
Сокорро длиной 16,8 км, шириной до 15,6 км, его площадь почти 132 км². Он представляет собой надводную вершину щитовидного вулкана Эверманна и достигает высоты 1050 м над уровнем моря. Вулкан получил своё название от Бартона Уоррена Эверманна, директора Калифорнийской академии наук, который содействовал научному исследованию острова в начале 20-го столетия. Последние зафиксированные извержения вулкана произошли в 1905 и 1951 годах. Остров круто поднимается из Тихого океана, его ландшафт обусловлен множеством кратеров и ущелий, которые частично наполнены застывшей лавой.

## Флора и фауна
Сокорро самый богатый из 4 островов Ревилья-Хихедо по видам животных и растений. На каменистой, сухой поверхности растут только низкорослые растения, в целом на острове произрастает не менее 41 вида эндемичных растений. Также остров известен своими местными видами птиц. Среди них сокоррский пересмешник (Mimodes graysoni), единственный вид своего рода, популяция которого насчитывает менее 400 особей, сокоррский аратинга (Aratinga brevipes), сокоррский длиннохвостый крапивник (Troglodytes sissonii), а также обитающий на Сокорро подвид сыча-эльфа (Micrathene whitneyi graysoni). Горлица Zenaida graysoni вымерла на Сокорро, однако, её пытаются разводить в неволе. Под угрозой исчезновения находится также эндемичный вид буревестника-пуффина (Puffinus auricularis).
Неповторимая фауна и флора попали под угрозу из-за завезённых людьми видов. В 1869 году на Сокорро были завезены овцы и благодаря жителям побережья к ним присоединились следующие домашние животные, кошки и свиньи. И хотя имеется намерение сократить популяцию одичавших домашних животных, разумеется, для этого понадобятся ещё многие годы.